# Alexander G. Barry
Alexander Grant Barry, född 23 augusti 1892 i Astoria, Oregon, död 28 december 1952 i Portland, Oregon, var en amerikansk republikansk politiker. Han representerade delstaten Oregon i USA:s senat 1938–1939.
Barry avlade sin grundexamen vid University of Washington. Han fortsatte sedan med juridikstudier vid University of Oregon och Northwestern School of Law (numera Northwestern School of Law of Lewis & Clark College). Han deltog i första världskriget i USA:s armé.
Barry fyllnadsvaldes 1938 till USA:s senat. Han efterträddes 1939 av Rufus C. Holman.
Barry var presbyterian. Han gravsattes på Willamette National Cemetery i Clackamas County.